# Брайтенфельд (Лейпциг)
Бра́йтенфельд (нім. Breitenfeld, спочатку Breitenvelt — «Широке поле»), село на північ від міста Лейпциг, з 1913 — частина міста Лінденталя, з 1999 року Брайтенфельд включений до складу Лейпцига, у землі Саксонія (Німеччина).

## Історія
Вперше згадується в документах 1271 року. Село відоме двома битвами тридцятилітньої війни, які відбулись у його околицях між імператорськими військами з одного боку, і шведами та їхніми союзниками — Битва під Брейтенфельдом (1631) і Битва під Брейтенфельдом (1642).